# Jean-Pierre Sauvage
Jean-Pierre Sauvage (Parijs, 21 oktober 1944) is een Frans scheikundige. Hij studeerde in 1967 af aan de Nationale School voor Chemie van Straatsburg (nu ECPM Straatsburg). In 2016 kreeg hij de Nobelprijs voor de Scheikunde gedeeld met de Brit Fraser Stoddart en de Nederlander Ben Feringa voor hun onderzoek naar moleculaire nanomachines.

## Biografie
De in Parijs geboren Sauvage promoveerde aan de Universiteit Louis-Pasteur in Straatsburg  onder begeleiding van Jean-Marie Lehn. Tijdens zijn promotie had hij actief bijgedragen aan Lehns werk betreffende de eerste synthese van crytande vloeistoffen. Na postdoctoraal onderzoek aan de Universiteit van Oxford met Malcolm Green keerde hij terug naar Universiteit van Straatsburg waar hij tot aan zijn pensionering aan verbonden bleef. Ook was hij werkzaam bij het Centre national de la recherche scientifique (CNRS)

## Werk
Als wetenschapper was Sauvage werkzaam op verscheidende gebieden van de scheikunde, waaronder elektrochemische reductie van koolstofdioxide en modelleren van fotosynthetische reactiecentra. Een groot deel van zijn werk betrof moleculaire topologie en dan met name mechanisch met elkaar verbonden moleculaire architecturen. Hij beschreef de synthese van catenanen en moleculaire knopen gebaseerd op coördinatie complexen. In 1983 klikte Sauvage op effectieve wijze moleculaire ringen in elkaar door een geladen koperdeeltje in een van de ringen te zetten. Op deze wijze maakte hij een catenaan, een ketting van moleculen die los van elkaar kunnen bewegen. In 2016 kreeg Sauvage, samen met de Brit Stoddart en de Nederlander Feringa, de Nobelprijs voor de scheikunde voor de ontwikkeling van moleculaire nanomachines.
1901: Van 't Hoff ·
1902: E. Fischer ·
1903: Arrhenius ·
1904: Ramsay ·
1905: Baeyer ·
1906: Moissan ·
1907: Buchner ·
1908: Rutherford ·
1909: Ostwald ·
1910: Wallach ·
1911: Curie ·
1912: Grignard, Sabatier ·
1913: Werner ·
1914: Richards ·
1915: Willstätter ·
1918: Haber ·
1920: Nernst ·
1921: Soddy ·
1922: Aston ·
1923: Pregl ·
1925: Zsigmondy ·
1926: Svedberg ·
1927: Wieland ·
1928: Windaus ·
1929: Harden, Euler-Chelpin ·
1930: H. Fischer · 
1931: Bosch, Bergius ·
1932: Langmuir ·
1934: Urey ·
1935: F. Joliot-Curie, I. Joliot-Curie ·
1936: Debye ·
1937: Haworth, Karrer ·
1938: Kuhn ·
1939: Butenandt, Ružička ·
1943: Hevesy · 
1944: Hahn ·
1945: Virtanen ·
1946: Sumner, Northrop, Stanley ·
1947: Robinson · 
1948: Tiselius · 
1949: Giauque ·
1950: Diels, Alder ·
1951: McMillan, Seaborg ·
1952: Martin, Synge ·
1953: Staudinger ·
1954: Pauling ·
1955: Vigneaud ·
1956: Hinshelwood, Semjonov ·
1957: Todd ·
1958: Sanger ·
1959: Heyrovský ·
1960: Libby ·
1961: Calvin ·
1962: Perutz, Kendrew ·
1963: Ziegler, Natta ·
1964: Hodgkin ·
1965: Woodward ·
1966: Mulliken ·
1967: Eigen, Norrish, Porter ·
1968: Onsager ·
1969: Barton, Hassel ·
1970: Leloir ·
1971: Herzberg ·
1972: Anfinsen, Moore, Stein · 
1973: E.O. Fischer, Wilkinson · 
1974: Flory ·
1975: Cornforth, Prelog ·
1976: Lipscomb ·
1977: Prigogine · 
1978: Mitchell ·
1979: Brown, Wittig ·
1980: Berg, Gilbert, Sanger ·
1981: Fukui, Hoffmann ·
1982: Klug ·
1983: Taube ·
1984: Merrifield ·
1985: Hauptman, Karle ·
1986: Herschbach, Lee, Polanyi ·
1987: Cram, Lehn, Pedersen ·
1988: Deisenhofer, Huber, Michel ·
1989: Altman, Cech ·
1990: Corey ·
1991: Ernst ·
1992: Marcus ·
1993: Mullis, Smith ·
1994: Olah ·
1995: Crutzen, Molina, Rowland ·
1996: Curl, Kroto, Smalley ·
1997: Boyer, Walker, Skou ·
1998: Kohn, Pople ·
1999: Zewail ·
2000: Heeger, MacDiarmid, Shirakawa ·
2001: Knowles, Noyori, Sharpless ·
2002: Fenn, Tanaka, Wüthrich ·
2003: Agre, MacKinnon ·
2004: Ciechanover, Hershko, Rose ·
2005: Grubbs, Schrock, Chauvin ·
2006: Kornberg ·
2007: Ertl ·
2008: Shimomura, Chalfie, Tsien ·
2009: Steitz, Yonath, Ramakrishnan ·
2010: Heck, Negishi, Suzuki ·
2011: Shechtman ·
2012: Kobilka, Lefkowitz ·
2013: Karplus, Levitt, Warshel ·
2014: Betzig, Hell, Moerner ·
2015: Lindahl, Modrich, Sancar ·
2016: Sauvage, Stoddart, Feringa ·
2017: Dubochet, Frank, Henderson · 
2018: Arnold, Winter, Smith ·   
2019: Goodenough, Whittingham, Yoshino ·
2020: Charpentier, Doudna ·
2021: List, MacMillan ·
2022: Bertozzi, Meldal, Sharpless ·
2023: Bawendi, Brus, Jekimov ·
2024: Baker, Hassabis, Jumper